# Neve Campbell
Pour les articles homonymes, voir Campbell.
Neve Campbell est une actrice et danseuse canado-américaine, née le 3 octobre 1973 à Guelph (Ontario).
Révélée par la série La Vie à cinq, elle se fait connaître aux yeux du grand public grâce à la saga Scream pour le rôle central de Sidney Prescott, véritable succès critique et commercial, elle gagne d'ailleurs un Saturn Awards de la meilleure actrice pour Scream et une nomination pour Scream 2, un MTV Movie Awards pour Scream 2 et une nomination à la même cérémonie pour Scream et Scream 3.

## Biographie

### Enfance et jeunesse
Neve Adrianne Campbell naît le 3 octobre 1973 à Guelph (Ontario).
Son père Gerry, professeur d'art dramatique, vient de Glasgow en Écosse et sa mère Marnie, psychologue, vient d'Amsterdam, aux Pays-Bas. Elle a un frère et deux demi-frères.
Neve Campbell débute, adolescente, une carrière dans la danse. Elle s'entraîne à l'École nationale de ballet du Canada et figure dans les représentations du Casse-noisette et La Belle au bois dormant. À la suite de graves blessures,[évasif] elle décide de s'orienter vers le théâtre, la télévision et le cinéma, à 15 ans, et joue dans Le Fantôme de l'Opéra au Pantage Theatre (en) à Toronto.

### Vie privée
Neve Campbell apparaît dans une campagne littéraire et des vidéos pour la Tourette Syndrome Foundation au Canada et la Tourette Syndrome Association aux États-Unis. Un de ses frères souffre de ce syndrome.
En 1997, elle divorce de Jeff Colt, après trois ans de mariage, avec des clauses bien précises à respecter : aucun d'entre eux n'est autorisé à « critiquer, avilir, diffamer, ou publier des commentaires négatifs sur la vie de l'autre ».
Elle a une courte liaison en 1997 avec Matthew Lillard.
Le 5 mai 2007, elle épouse l'acteur britannique John Light et prend la nationalité britannique. Fin 2010, ils annoncent leur divorce.
Elle est en couple avec l'acteur britannique J. J. Feild. Leur fils, Caspian, naît en août 2012. En 2018, le couple adopte un garçon nommé Raynor.

### Carrière

#### Révélation adolescente (années 1990)

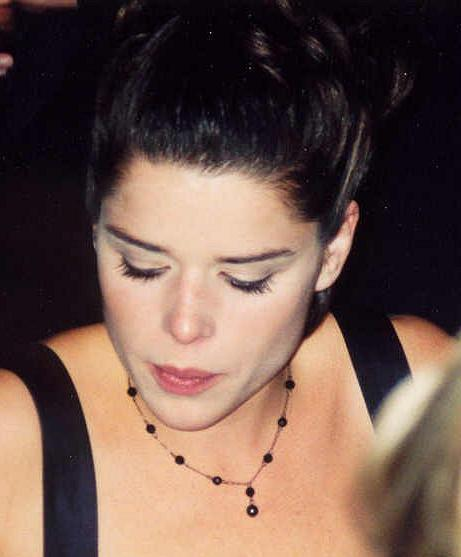
Aux Emmys Awards, en septembre 1997.

Elle obtient en 1992 son premier grand rôle dans la série Catwalk, avant d'être révélée au grand public dans la série culte La Vie à cinq en 1994.
En 1996, elle obtient son premier grand rôle dans le film Dangereuse Alliance dont elle partage l'affiche avec Robin Tunney, Fairuza Balk et Rachel True. Le film est un succès surprise et deviendra culte au fil des années.
L'année suivante, c'est la consécration avec le rôle de Sidney Prescott, une adolescente persécutée par un tueur en série dans le film d'horreur Scream réalisé par Wes Craven. Immense succès international, le film donne naissance à une quadrilogie, avec Scream 2 en 1997, Scream 3 en 2000 puis Scream 4 en 2011 dans lesquels elle tient toujours le rôle principal.
Pour pouvoir tourner dans Scream 2, l'actrice est contrainte de refuser le film Les joueurs, ainsi que le blockbuster Armageddon, son temps libre étant strictement réduit par les tournages de La Vie à cinq.
Après avoir cassé son image d'adolescente sage dans le thriller érotique Sexcrimes, en 1998, dans lequel elle interprète une étudiante droguée et alcoolique rebelle aux côtés de Denise Richards et de Matt Dillon, elle prête sa voix à la lionne Kiara dans Le Roi lion 2 : L'Honneur de la tribu la même année, puis interprète une starlette dans Studio 54 et une dépressive dans Panic.
En mai 2000 s'achève La Vie à cinq, après six saisons et 142 épisodes.

#### Passage au second plan (années 2000)

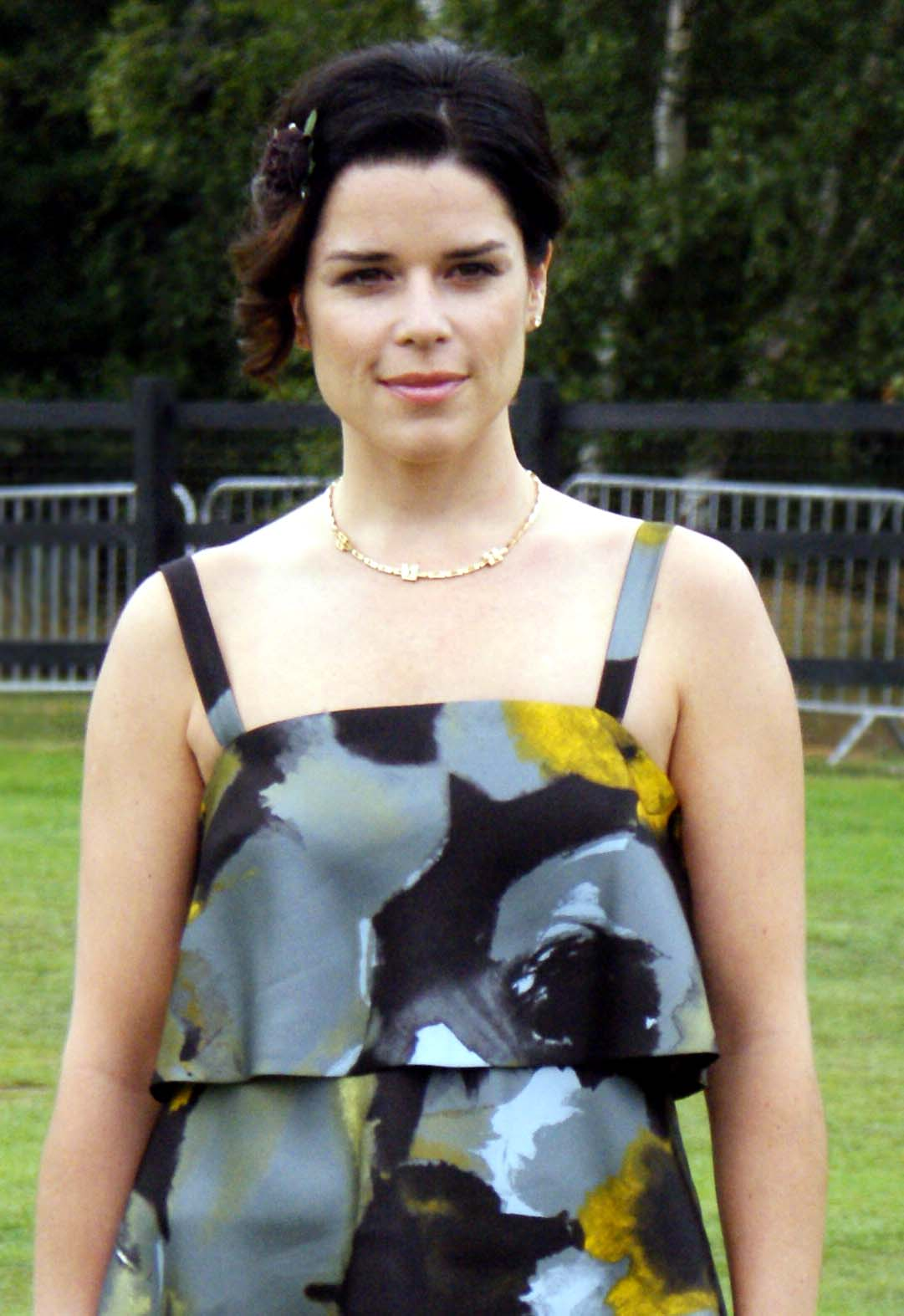
L'actrice en juillet 2009.

Neve Campbell décide alors de délaisser le thriller, et tourne dans des comédies comme Investigating Sex et surtout l'un de ses films préférés, Company de Robert Altman qu'elle interprète, coécrit et produit. En dépit des rumeurs de la présortie, Campbell n'a pas rompu sa tradition d'avoir une clause de non-nudité dans son contrat pour le film. Elle en a également une l'année suivante pour When Will I Be Loved (2004).
En 2005, elle joue dans un téléfilm la comédie musicale sur fond de marijuana, Reefer Madness, menée par la révélation télévisuelle Kristen Bell.
La même année, l'actrice confirme les rumeurs concernant Scream 4, et annonce qu'elle ne ferait pas partie du projet bien que la proposition de reprendre à nouveau son rôle de Sidney Prescott lui ait été faite. L'actrice justifie sa décision en précisant que son personnage « aurait dû devenir folle dès le deuxième Scream ». Elle participe finalement au film, qui sort en 2011.

#### Retour à la télévision (années 2010)
Entre-temps, elle essaye de revenir à la télévision : d'abord en apparaissant dans trois épisodes de la série fantastique Medium, en 2007. Puis en décrochant le rôle principal féminin de The Philanthropist, série policière dans laquelle elle donne la réplique à James Purefoy. La fiction est néanmoins arrêtée au bout de huit épisodes par la chaîne NBC, faute d'audiences.
En 2012, elle fait partie de la distribution de la mini-série Titanic : de sang et d'acier, puis apparaît dans deux épisodes de la populaire série médicale Grey's Anatomy, dans le rôle de l'une des sœurs du personnage de Derek Shepherd.
En 2014, elle fait une apparition remarquée dans le premier épisode de la dernière saison de Mad Men, avant de s'essayer à la comédie en décrochant un rôle récurrent dans la sitcom américano-suédoise Welcome to Sweden, diffusée durant l'été 2015. Mais c'est en 2016 qu'elle confirme son retour en intégrant la distribution régulière de la quatrième saison de la série politique House of Cards.
En 2016, pour le vingtième anniversaire de la sortie du premier Scream, et, afin de rendre hommage au réalisateur Wes Craven, elle participe à un panel avec ses anciens partenaires Matthew Lillard et Skeet Ulrich.
En 2018, elle fait non seulement partie de la distribution de la sixième et dernière saison de House of Cards, mais donne aussi la réplique à Dwayne Johnson dans le film catastrophe Skyscraper de Rawson Marshall Thurber.
En 2022, elle incarne Maggie McPherson dans la série La défense Lincoln diffusée sur Netflix. Il s’agit d’un rôle de premier plan, puisqu’elle est la première épouse du personnage principal, ainsi que la mère de leur fille.

## Filmographie

### Cinéma
- 1994 : The Passion of John Ruskin (en) d'Alex Chapple : Ephemera 'Effie' (court-métrage)
- 1994 : Paint Cans (en) de Paul Donovan : Tristesse
- 1994 : The Dark de Craig Pryce : Officier Jesse Donovan
- 1995 : Love Child de Patrick Sisam : Deirdre (court-métrage)
- 1996 : Dangereuse Alliance (The Craft) d'Andrew Fleming : Bonnie
- 1996 : Scream de Wes Craven : Sidney Prescott
- 1997 : Scream 2 de Wes Craven : Sidney Prescott
- 1998 : Sexcrimes (Wild Things) de John McNaughton : Susan 'Suzie' Toller
- 1998 : Studio 54 (54) de Mark Christopher : Julie Black
- 1998 : Hairshirt (en) de Dean Paras : Renee Weber
- 1998 : Le Roi lion 2 : L'Honneur de la tribu (The Lion King II: Simba's Pride) de Darrell Rooney et Rob LaDuca : Kiara (voix) (film sorti directement en vidéo)
- 1999 : Un de trop (Three to Tango) de Damon Santostefano : Amy Post
- 2000 : Mais qui a tué Mona ? (Drowning Mona) de Nick Gomez : Ellen Rash
- 2000 : Panic de Henry Bromell : Sarah Cassidy
- 2000 : Scream 3 de Wes Craven : Sidney Prescott
- 2001 : Investigating Sex d'Alan Rudolph : Alice
- 2003 : Lost Junction (en) de Peter Masterson : Missy Lofton
- 2003 : Company (The Company) de Robert Altman : Loretta 'Ry' Ryan
- 2003 : Blind Horizon de Michael Haussman : Chloe Richards
- 2004 : Quand m'aimera-t-on ? (When Will I Be Loved) de James Toback : Vera Barrie
- 2004 : Churchill: The Hollywood Years (en) de Peter Richardson : Princess Elizabeth
- 2006 : Mon vrai père et moi (Relative strangers) de Greg Glienna (en) : Ellen Minnola
- 2007 : Partition de Vic Sarin : Margaret Stilwell
- 2007 : I Really Hate My Job (en) d'Oliver Parker : Abi
- 2007 : War & Destiny (Closing the Ring) de Richard Attenborough : Marie
- 2008 : Agent Crush de Sean Robinson : Cassie (voix)
- 2011 : Scream 4 de Wes Craven : Sidney Prescott
- 2012 : The Glass Man de Cristian Solimeno : Julie Pyrite
- 2015 : Walter (en) d'Anna Mastro : Allie
- 2018 : Skyscraper de Rawson Marshall Thurber : Sarah Sawyer
- 2019 : Hot Air de Frank Coraci : Valerie Gannon
- 2019 : Castle in the Ground de Joey Klein : Rebecca Fine
- 2020 : Clouds de Justin Baldoni : Laura Sobiech
- 2022 : Scream de Tyler Gillett et Matt Bettinelli-Olpin : Sidney Prescott
- 2026 : Scream 7 de Kevin Williamson : Sidney Prescott

### Télévision

#### Séries télévisées
- 1992 : The Kids in the Hall : Laura Capelli (saison 3 ; 1 épisode)
- 1992 - 1993 : Catwalk : Daisy McKenzie (saison 1 ; 24 épisodes)
- 1994 : Fais-moi peur ! (Are You Afraid of the Dark?) : Nonnie Walker (saison 3 ; 1 épisode)
- 1994 : Kung Fu, la légende continue (Kung Fu: The Legend Continues) : Trish Collins (saison 2 ; 1 épisode)
- 1994 : Aventures dans le Grand Nord : Neepese
- 1994 - 2000 : La Vie à cinq (Party of Five) : Julia Salinger (saison 1 à 6 ; 142 épisodes)
- 1995 : MADtv : Julia Salinger (1 épisode)
- 2007 : Médium (Medium) : Debra / P.D. McCall (saison 3 ; 3 épisodes)
- 2008 : Burn Up (en) : Holly Dernay (2 épisodes)
- 2009 : The Philanthropist : Olivia Maidstone (8 épisodes)
- 2009 : Sea Wolf (en) : Maud Brewster (2 épisodes)
- 2010 : Les Simpson (The Simpsons) : Cassandra (voix ; 1 épisode)
- 2012 : Titanic : De sang et d'acier (Titanic: Blood and Steel) : Joanna Yaegar (6 épisodes)
- 2012 : Grey's Anatomy : Dr Lizzie Shepherd (saison 9 ; 2 épisodes)
- 2014 : Mad Men : Lee Cabot (saison 7 ; 1 épisode)
- 2015 : Welcome to Sweden : Diane (saison 2 ; 4 épisodes)
- 2015 : Manhattan : Kitty Oppenheimer (saison 2 ; 2 épisodes)
- 2016 - 2017 : House of Cards : LeAnn Harvey (saisons 4 et 5 ; 25 épisodes)
- 2022 - 2025 : La Défense Lincoln (The Lincoln Lawyer) : Maggie McPherson (saisons 1, 2, 3 et 4 ; 16 épisodes)

#### Téléfilms
- 1994 : Le Pouvoir de l'illusion (I Know My Son Is Alive) de Bill Corcoran : Beth
- 1994 : Analyse d'un meurtre (The Forget-Me-Not Murders) de Robert Iscove : Jess Foy
- 1996 : Le Fantôme de Canterville (en) (The Canterville Ghost) de Sydney Macartney : Virginia 'Ginny' Otis
- 2002 : Last Call (en) de Henry Bromell : Frances Kroll
- 2005 : Reefer Madness d'Andy Fickman : Miss Poppy
- 2013 : Condamnés au silence (An Amish Murder) de Stephen Gyllenhaal : Kate Burkholder

## Distinctions

### Récompenses
- Family Film Awards 1996 : meilleure actrice dans une série dramatique pour The Canterville Ghost
- Saturn Award 1997 : meilleure actrice pour Scream
- Blockbuster Entertainment Award 1998 : meilleure actrice pour Scream 2
- MTV Movie Award 1999 : meilleure actrice  pour Scream 2
- Blockbuster Entertainment Award 2001 : meilleure actrice pour Scream 3
- Prism Award 2003 : meilleure actrice dans un téléfilm ou une mini-série pour Last Call

### Nominations
- MTV Movie Award 1997 : meilleure actrice pour Scream
- MTV Movie Award 1998 : meilleur baiser partagé avec Matt Dillon et Denise Richards pour Sexcrimes
- Saturn Award 1998 : meilleure actrice pour Scream 2
- Teen Choice Awards 1999 : meilleure actrice pour La Vie à cinq
- MTV Movie Award 2000 : meilleure actrice pour Scream 3
- Festival de Monte-Carlo 2012 : meilleure actrice dans une série dramatique pour Titanic : de sang et d'acier

## Voix francophones
En France, Aurélia Bruno et Dominique Léandri sont les voix les plus régulières de Neve Campbell. Sylvie Jacob et Marie Zidi l'ont doublée respectivement à quatre et trois reprises. 
Au Québec, elle est principalement doublée par Lisette Dufour. 